# Rochas
Rochas [rɔˈʃas] ist ein französischer Luxusgüterhersteller aus Paris, der Parfüm sowie Prêt-à-porter-Mode und Accessoires anbietet und seit 2015 zu Interparfums, Inc., mit Firmensitzen in New York City und Paris gehört.
Rochas wurde 1925 von Marcel Rochas als Haute-Couture-Modeunternehmen gegründet. Mitte des 20. Jahrhunderts gab Marcel Rochas die Modesparte des Hauses zugunsten des Parfümgeschäfts auf. Seit den 1990er Jahren gibt es neben den Parfüms, mit Unterbrechungen, auch wieder Damen- und Herren-Konfektionsmode von Rochas.

## Unternehmensgeschichte

### Monsieur Rochas
Rochas wurde 1925 als Modehaus von dem Rechtsanwalt Marcel Rochas (1902–1955) in der 100, Rue du Faubourg Saint-Honoré in Paris gegründet. Er leitete die Firma Rochas bis zu seinem Tod. Von der amerikanischen Vogue erhielt er bereits in den 1930er Jahren aufgrund seiner äußerlichen Ähnlichkeit mit dem damals weltbekannten Schauspieler Rudolph Valentino den Beinamen „Valentino der Couture-Mode“.
Das erste Ladengeschäft eröffnete Rochas 1931 an der Pariser Avenue Matignon Nr. 12. Zu den Kunden gehörten u. a. Carole Lombard und Marlene Dietrich sowie zahlreiche Stars der französischen Filmindustrie und aus Hollywood. Ab 1937 bestand bereits eine Rochas-Boutique in Manhattan, die allerdings noch 1938 aufgrund von Verstößen gegen das Importzoll-Gesetz geschlossen wurde. Für Rochas arbeiteten u. a. Jean Cocteau, Christian Bérard und Paul Poiret. Marcel Rochas galt als „Designer der Jugend“, da seine hochpreisigen Entwürfe als sportlich-innovativ und gleichzeitig sehr feminin empfunden wurden und er selbst der jüngste unter den etablierten Pariser Modeschöpfern war. Ihm wird das Wespentaillen-Korsett (la Guêpière) und die sogenannte Meerjungfrauen-Robe (für Mae West entworfen) zugeschrieben. Ein wiederkehrendes Motiv bei Rochas war ein weißer Vogel, oftmals eine Taube. Rochas entwickelte auch Innovationen im Textilbereich, wie zum Beispiel einen modernen Stoff für Badeanzüge. Neben dem Erfolg mit Modeschöpfungen im Bereich der Haute Couture gelang 1936 mit Air Jeune, Audace und Avenue Matignon die erfolgreiche Platzierung von drei Damendüften, woraufhin in ein großes Labor für Düfte investiert wurde. Marcel Rochas gründete 1944 mit Parfums Rochas eine separate Duft-Sparte und heiratete im selben Jahr Helène Nelly Brignole (1927–2011), eine ehemalige Balletttänzerin, die zu seiner Muse und Geschäftspartnerin wurde. Der bekannteste Duft von Rochas dieser Zeit war das im selben Jahr von dem renommierten Parfümeur Edmond Roudnitska als Hochzeitsgeschenk von Marcel Rochas an seine Frau komponierte Parfüm Rochas Femme. Der in Zusammenarbeit mit René Lalique kreierte Flakon dieses Parfüms war von einer Korsage inspiriert, die Rochas einst für Mae West entworfen hatte. Der Duft wurde 1989 neu aufgelegt. 1949 startete die Herren-Kosmetiklinie Moustache.
Noch 1953 gab Marcel Rochas selbst die Couture-Sparte seines Unternehmens auf, um sich auf Parfüm zu konzentrieren. Er starb allerdings 1955 völlig unerwartet an einer Hirnblutung.

### Madame Rochas
Nach Rochas' Tod führte seine Frau Hélène Rochas das Unternehmen nach kurzzeitiger Schließung äußerst erfolgreich weiter und baute Rochas zu einer renommierten Parfümmarke aus. Den Firmensitz verlegte Helène Rochas nach dem Tod ihres Mannes in die 33, Rue Francois 1er, wo er bis 2007 verblieb. Der Parfüm-Klassiker Madame Rochas entstand 1960 unter Helène Rochas' Leitung und ist nach ihr benannt. Sie war die erste Frau in Frankreich, die als Geschäftsführerin einem Großunternehmen vorstand. Innerhalb weniger Jahre hatte sie die Umsätze des Hauses verzehnfacht. Ab 1969 folgten die Düfte Monsieur Rochas und Eau de Rochas (anfangs: Eau de Roche); letzterer ist bis heute erhältlich. Im gleichen Jahr war eine Parfüm-Produktionsstätte von Rochas in Poissy eröffnet worden.

### Rochas im Besitz von Kosmetik-Konzernen

#### Roussel-Uclaf (Sanofi-Aventis)
1970 verkaufte Helène Rochas ihr Unternehmen für umgerechnet 40 Millionen US-Dollar an den französischen Pharmakonzern Roussel-Uclaf (heute Sanofi-Aventis), kehrte allerdings von 1979 bis 1989 als Beraterin zu Rochas zurück. Ein Verkauf an die amerikanische Kosmetikfirma Helena Rubinstein war vom französischen Staat verhindert worden. 1980 wurde die Rochas-Kosmetiklinie mit Lippenstiften, Nagellack und Makeup etc. lanciert.

#### Wella
Die Parfums Rochas S.A wurde 1987 von Wella erworben, nachdem Hoechst 1975 Roussel-Uclaf gekauft hatte, und im Wella-Portfolio mit den Duftlizenzen Escada, Anna Sui und Gucci zusammengeführt. Unter Wella wurde das Rochas-Lizenzgeschäft mit Accessoires wie Brillen, Schals, Wäsche und Armbanduhren, das Anfang der 1980er aufgebaut worden war, weiter ausgebaut. 1990 belebte Wella – letztendlich wenig erfolgreich – mit dem irischen Designer Peter O’Brien die Prêt-à-porter-Modesparte von Rochas wieder. Dennoch machte die Parfümsparte Mitte der 1990er Jahre 80 % der Umsätze aus. 2002 wurde außerdem eine in Lizenz vergebene kurzlebige Herrenmode-Linie von Rochas lanciert. Zuvor hatte es für Herren nur wenige Accessoires wie Krawatten oder Manschettenknöpfe gegeben. Chefdesigner O’Brien verließ Rochas 2003.

#### Procter & Gamble
2003 wurde Rochas von Procter & Gamble übernommen, nachdem P&G bereits Wella gekauft hatte. Nach großen Investitionen und der Anstellung des jungen Designers Olivier Theyskens (* 1977), der noch von Wella rekrutiert worden war, im Bereich Mode im gleichen Jahr, gelang trotz spektakulärer Entwürfe und zahlreicher Auszeichnungen keine große Steigerung der Verkäufe, so dass der Bereich Mode Mitte 2006 von P&G geschlossen wurde. Kurz zuvor war Theyskens vom Council of Fashion Designers of America für seine Arbeit bei Rochas mit dem International Award geehrt worden. Zu den Kundinnen der mitunter extrem hochpreisigen Rochas-Mode gehörten zu dieser Zeit unter anderem Madonna, Nicole Kidman und Melissa Auf der Maur. Theyskens wechselte 2006 zu Nina Ricci. Der Firmensitz der Parfum Rochas wurde 2007 in die Pariser Rue de Miromesnil verlegt.
Ende 2008 kündigte P&G an, in Zusammenarbeit mit dem italienischen Modehersteller Gibo SpA (Tochtergesellschaft der japanischen Onward Kashiyama Ltd., welcher auch die Marke Jil Sander gehört) in Lizenz wieder eine Damenmode-Linie zu präsentieren. Mit dem italienischen Chefdesigner Marco Zanini (* 1971) – ein ehemaliger Designer für Dolce & Gabbana und Versace – gelang somit 2009 eine erfolgreiche Neuplatzierung mit hochpreisiger Damenmode. Im Bereich Herrenmode bestand lediglich eine Lizenzvereinbarung für Südamerika. Zanini wurde Ende 2013 mit Alessandro Dell’Acqua – ein ehemaliger Borbonese-, Malo- und Brioni-Designer sowie Designer seiner eigenen Modemarke – ersetzt. Zu den unzähligen Parfüms des Hauses für Damen und Herren gesellten sich unter anderem 2011 Muse de Rochas, 2012 Les Cascades de Rochas, 2013 Secret de Rochas und 2017 Mademoiselle Rochas, alles Damendüfte.

#### Interparfums
Anfang 2015 übernahm der französisch-amerikanische Parfümhersteller Interparfums, Inc., dem bspw. auch die Lizenzen für die Parfümsparten von Lanvin, Balmain und Karl Lagerfeld gehören, das gesamte Unternehmen Rochas inklusive aller Rochas-Marken für 108 Millionen US-Dollar von Procter & Gamble. Seither befinden sich die Rochas-Büros in der Interparfums-Zentrale an den Champs-Elysées. Interparfums führte die Damenmode unter Dell’Acquas Regie fort und lancierte mit der französischen Designerin Béatrice Ferrant, die auch für ihre eigene Modemarke entwirft, für die Saison Herbst/Winter 2017/18 eine vollständige Rochas-Herrenmodekollektion samt Accessoires, welche im Januar 2017 präsentiert wurden. Die im Juni 2017 vorgestellte Herrenkollektion für Frühjahr/Sommer 2018 wurde nicht produziert, und Ferrant verließ das Unternehmen. Im Juni 2018 kündigte Rochas an, dass die Herrenmodesparte mit dem Designer Federico Curradi – Eigentümer seiner eigenen Herrenmodemarke und zuvor für Ermanno Scervino, Roberto Cavalli und Iceberg tätig – in Lizenz mit Gibo/Onward für die Saison Herbst/Winter 2019/20 fortgeführt werde. Für Damen werden zudem in Lizenz Schmuck, Sonnenbrillen und Armbanduhren angeboten. Im Dezember 2019 wurde bekannt, dass Dell'Acqua das Unternehmen verlässt. Dell'Acquas letzte Damenkollektion für Rochas wurde im Februar 2020 im Rahmen der Paris Fashion Week präsentiert. Auf Dell'Acqua folgte im Februar 2021 der französische Designer Charles de Vilmorin als Kreativchef, dessen Vertrag Ende März 2023 auslief und nicht verlängert wurde. Seit Dezember 2023 verantwortet Alessandro Vigilante als Chefdesigner die Ready-to-Wear-Kollektionen des Modehauses.

## Parfüm
Marcel Rochas brachte 1936 die Damendüfte Air Jeune, Audace und Avenue Matignon auf den Markt, die ausschließlich in den Rochas-Boutiquen verkauft und noch während des Zweiten Weltkriegs wieder eingestellt wurden. 1944 folgte mit der Gründung der Parfums Rochas S.A. das Damenparfüm Rochas Femme von dem Parfümeur Edmond Routniska. Bis 1949 brachte Rochas mit Routniska unter anderem die Parfüms Mousseline, Mouche und Rose auf den Markt. Der erste Herrenduft des Hauses, Moustache (dt. Schnurrbart), wurde 1949 lanciert. Obwohl Marcel Rochas die Modesparte seines Unternehmens 1953 auf Eis legte, um sich auf das Parfümgeschäft zu konzentrieren, starb er überraschend 1953, sodass das erste Parfüm seit der Lancierung des Rochas-Herrenduftes mit Madame Rochas erst 1960 durch seine Witwe Helène erfolgte. Dieser Damenduft wurde von dem Parfümeur Guy Robert konzipiert, dessen Onkel Henri Robert Chef-Parfümeur bei Chanel war. Rochas Femme und Madame Rochas wurden 1989 von Wella neu aufgelegt. Helène Rochas brachte 1969 den Herrenduft Monsieur Rochas und 1969 die Damenversion von Eau (de) Rochas auf den Markt. Letztere wurde 1993 von Wella um eine Herrenversion ergänzt und seither mehrfach variiert (Reflets, Fraîche, Escapade). Zwischen 1970 und 1987 entstanden bei Roussel-Uclaf mit Mystère, Macassar (Herren), Byzance und Lumière weitere Düfte, die schließlich eingestellt wurden. In der Zeit von Wella wurden unter anderem Düfte namens Tocade (1994), Byzantine (1995), Tocadilly (1997), Alchimie (1998), Absolu (2002, mit späteren Variationen) sowie die Herrendüfte Rochas Man (1999, mit späteren Variationen) und Aquaman (2001) mit dem Damenpendant Aquawoman (2002) herausgebracht. Nach der Übernahme durch P&G folgten von Parfümeur Jean-Michel Duriez unter anderem Parfüms wie Poupée (2004), Désir (2007), Soleil (2008), Eau Sensuelle (2009), Muse (2011), Les Cascades (2012), Secret (2013) sowie für Herren Lui (2003) und Désir (2007). Interparfums behielt schließlich die Klassiker Rochas Femme, Madame Rochas, Tocade, Eau de Rochas (samt Variationen), Eau Sensuelle, Secret de Rochas sowie die Herrendüfte Rochas Man und Eau de Rochas pour Homme im Sortiment und lancierte 2017 zusätzlich die Damendüfte Mademoiselle Rochas und Lumière.